# Fédération française de tarot
Pour les articles homonymes, voir FFT.
La Fédération française de tarot ou FFT, créée à Paris en 1973 par des joueurs passionnés du jeu de tarot, a pour but de favoriser et de diffuser le jeu auprès de joueurs d'âges et de niveaux différents, notamment par l’organisation de compétitions régionales, nationales et internationales.
Elle organise notamment les championnats de France, et publie annuellement un classement national des joueurs licenciés.
En 2017, environ 400 clubs et 10 000 joueurs lui sont affiliés.
Son siège est à Oslon (Saône-et-Loire).